# François Théberge
François Théberge (* 18. Mai 1963 in Montreal) ist ein kanadischer Jazzmusiker (Sopran- und Tenorsaxophon, Komposition, Arrangements). Seit 2000 leitet er die Jazzabteilung des Conservatoire National Supérieur de Musique et de Danse de Paris.

## Leben und Wirken
Théberge studierte in seiner Geburtsstadt an der McGill University und der Concordia University und spielte bis 1985 in der Jazzszene von Montreal. Dann zog er nach New York, um dort an der Eastman School of Music bis zum Master 1989 seine Studien bei Bill Dobbins und Ray Wright fortzusetzen (1987 studierte er an der University of Miami bei Gary Campbell und Ron Miller).
Nachdem er bereits während des Studiums als Mitglied des Glen Miller Orchestra of New York auf einer längeren Welttournee unterwegs war, wurde er 1990 Mitglied des Orchestre Régional Rhône-Alpes und zog nach Frankreich. 1991 ging er nach Paris, wo er als freelancer tätig war. Mit Andy Middleton, Paul Imm und Alan Jones gründete die Band The Fensters. Seit 1995 lehrte er am Pariser Konservatorium Jazzarrangement und Komposition; 1999 wurde er dort zum Professor berufen. Im selben Jahr wurde er Leiter und Komponist des European Youth Jazz Orchestra. Im Jahr 2000 folgte er auf François Jeanneau als Leiter der Jazzabteilung des Pariser Konservatoriums.
1997 erschien sein erstes Album Asteur, das mehrfach nominiert wurde, unter anderem 1998 für einen Django d’Or, dem weitere Veröffentlichungen folgten, die hoch bewertet wurden. Auch arbeitete er mit Lee Konitz und im Duo mit dem Bassisten Sylvain Romano zusammen. Er ist weiterhin auf Alben von Frank Sinatra, Red Rodney, Archie Shepp, Johnny Griffin, Rosemary Clooney, Tom Harrell, Phil Woods, Toots Thielemans, Mike Zwerin, Jean-Michel Pilc, Piotr Wojtasik, Michel Donato, Carlos Barretto oder dem Pianisten Hans Koller zu hören.

## Diskographische Hinweise
- The Medium Band (Round Records, 1999)
- Music of Konitz (Effendi Records, 2002, mit Lee Konitz, Stéphane Belmondo, Jerry Edwards, Paul Imm, Karl Jannuska)
- Elenar (Effendi Records, 2003)
- Soliloque (Effendi Records, 2008, mit Lee Konitz)

## Lexikalischer Eintrag
- Philippe Carles, André Clergeat, Jean-Louis Comolli: Le nouveau dictionnaire du jazz. R. Laffont: Paris 2011